# Pilatus Aircraft

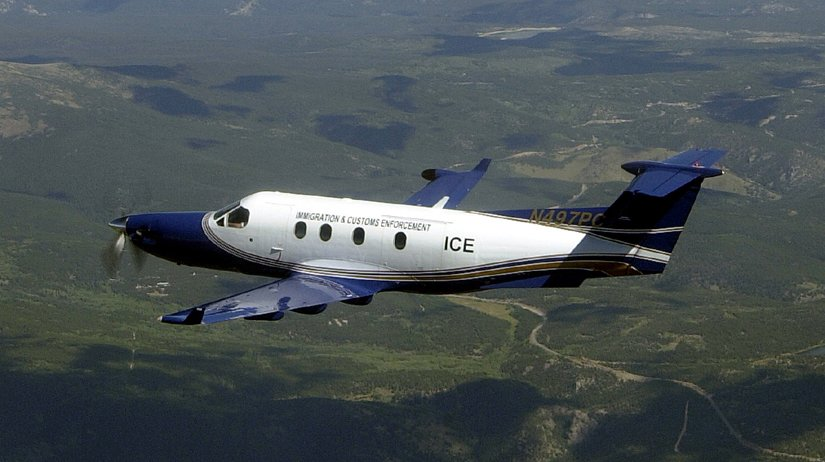
PC-12

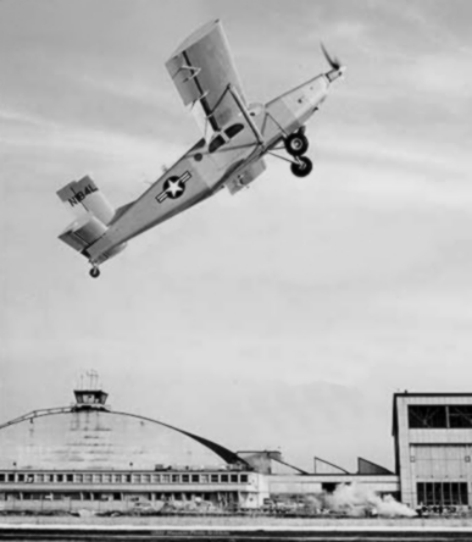
PC-6 Porter — первый самолёт Pilatus, достигший мирового коммерческого успеха

Pilatus Aircraft Ltd. — швейцарская авиастроительная компания, основанная в 1939 году. Штаб-квартира компании расположена в коммуне Штанс, Швейцария, в ней работает около 2800 человек. Компания выпускает одномоторные турбовинтовые самолёты различного назначения, а с 2016 года — ещё и реактивные бизнес-джеты.
В 2010 году объём продаж компании составил 688 млн швейцарских франков, а операционная прибыль 88 млн швейцарских франков.

## История
Первый самолёт компания выпустила только в 1944 году, им стал гражданский самолёт Pilatus SB-2. В 1945 году компания начала выпуск учебных самолётов Pilatus P-2 для ВВС Швейцарии, всего было построено 54 экземпляра.
Затем в 1953 году последовал выпуск модели PC-3, 72 самолёта было построено для ВВС Швейцарии и 6 самолётов для ВМФ Бразилии.
В 1959 году был выпущен PC-6 Porter. Эта модель пользовалась большой популярностью, а её модификация Turbo Porter выпускается и по сей день.
В 1972 году Pilatus Aircraft выпустили PC-11 (также известный как B-4) — цельнометаллический планер. Было произведено 322 экземпляра.
Первый полёт учебно-тренировочного самолёта PC-7 Turbo состоялся в 1978 году. На сегодняшний день выпущено более 450 экземпляров.
С 1984 года компания начала выпуск учебного PC-9 Advanced Turbo Trainer, выпущено более 250 экземпляров.
В 1994 году компания представила самую успешную свою модель турбовинтового многоцелевого самолёта PC-12. Было выпущено более 1000 экземпляров.
Последнее поколение учебно-тренировочных самолётов PC-21 начало выпускаться в 2002 году (эксплуатируется с 2008 года). Был получен заказ на 19 экземпляров от ВВС Сингапура и заказ на 6 экземпляров от ВВС Швейцарии, всего выпущено более 200 штук.
С 2015 года выпускается лёгкий реактивный бизнес-джет Pilatus PC-24 (эксплуатруется с 2018 года). На 2021 год произведено свыше 100 штук.

## Самолёты
- Pilatus SB-1[англ.] (Project)
- Pilatus SB-2[англ.] Pelican
- Pilatus SB-5[англ.] (Project)
- Pilatus P-1[англ.] (Project)
- Pilatus P-2[англ.]
- Pilatus P-3
- Pilatus P-4[англ.]Pilatus P-4
- Pilatus P-5[англ.] (Project)
- Pilatus PC-6 Porter и Turbo Porter
- Pilatus PC-7[англ.]Pilatus PC-7
- Pilatus PC-8D Twin Porter
- Pilatus PC-9
- Pilatus PC-10[англ.] (Project)
- Pilatus PC-11[англ.]/Pilatus B-4
- Pilatus PC-12
- Pilatus PC-21
- Pilatus PC-24

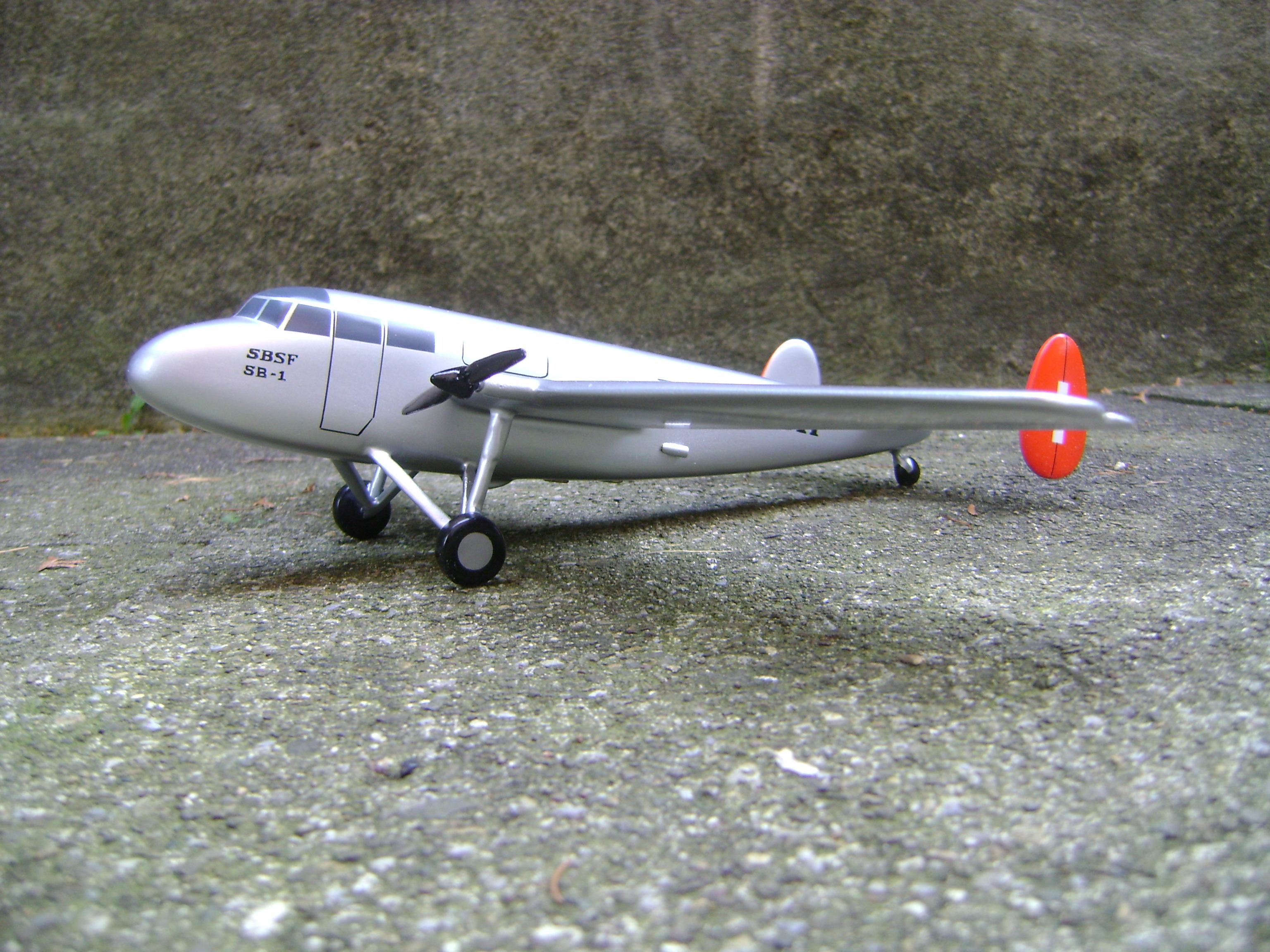
Pilatus SB-1
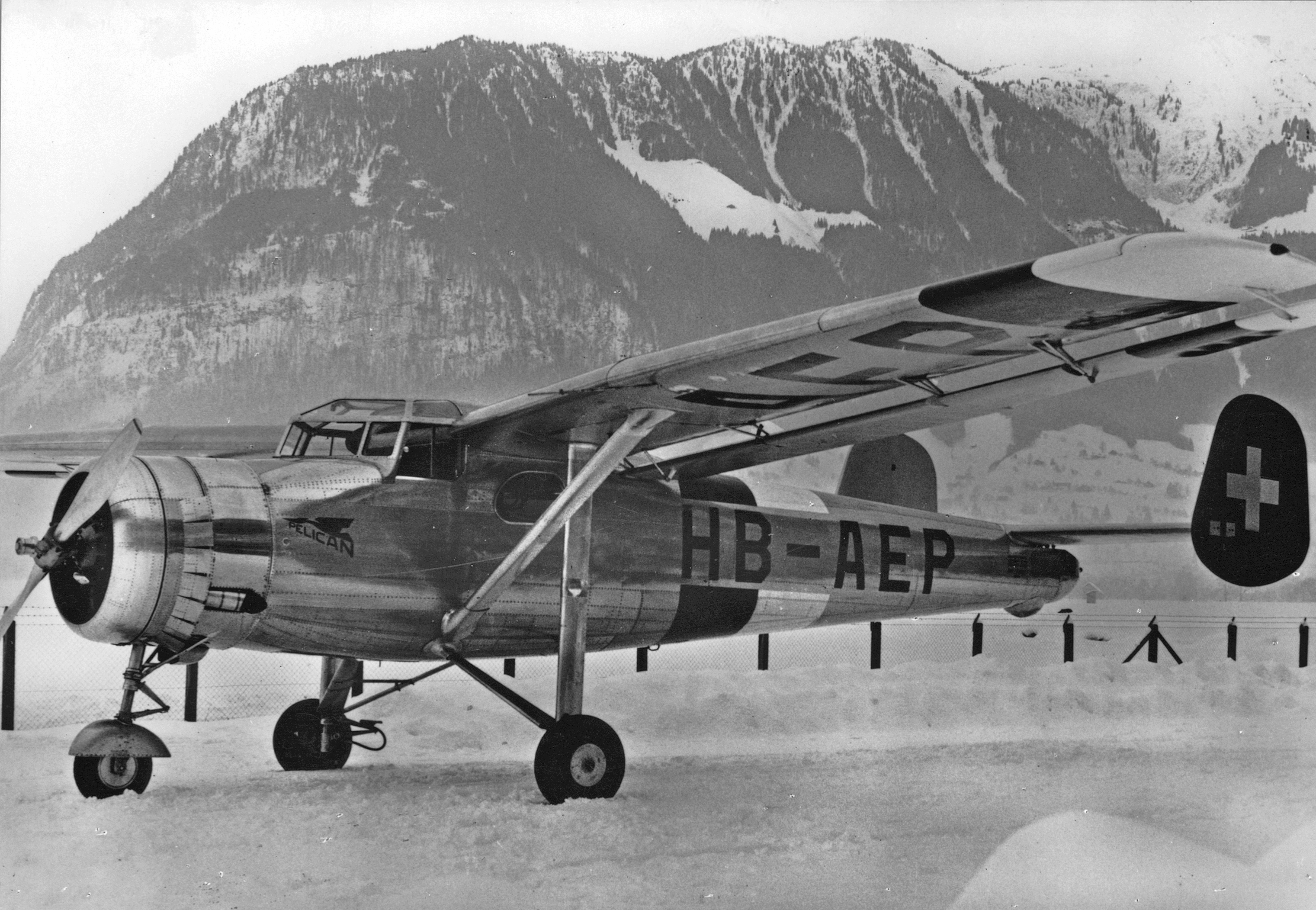
Pilatus SB-2 Pelican
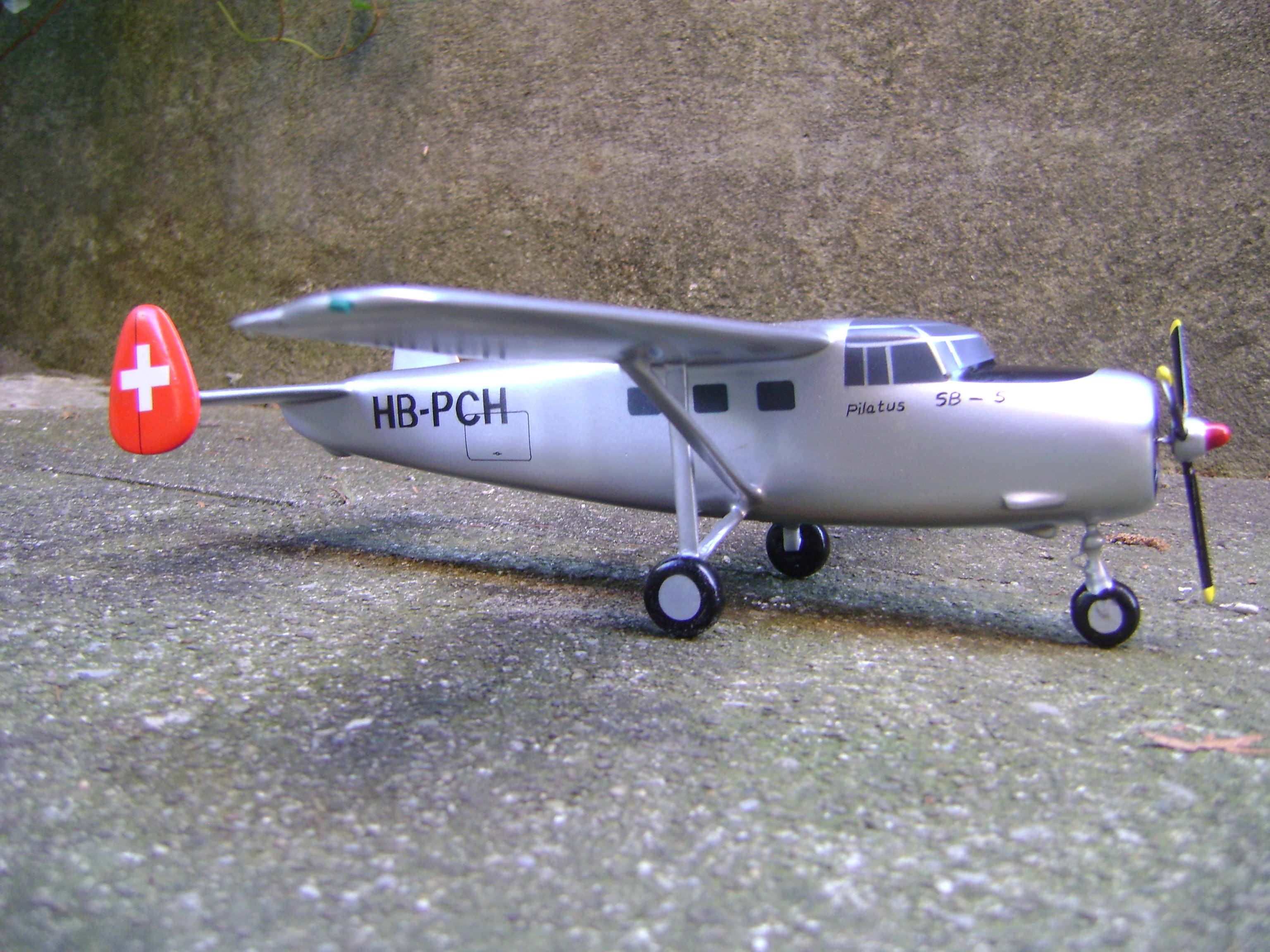
Pilatus SB-5
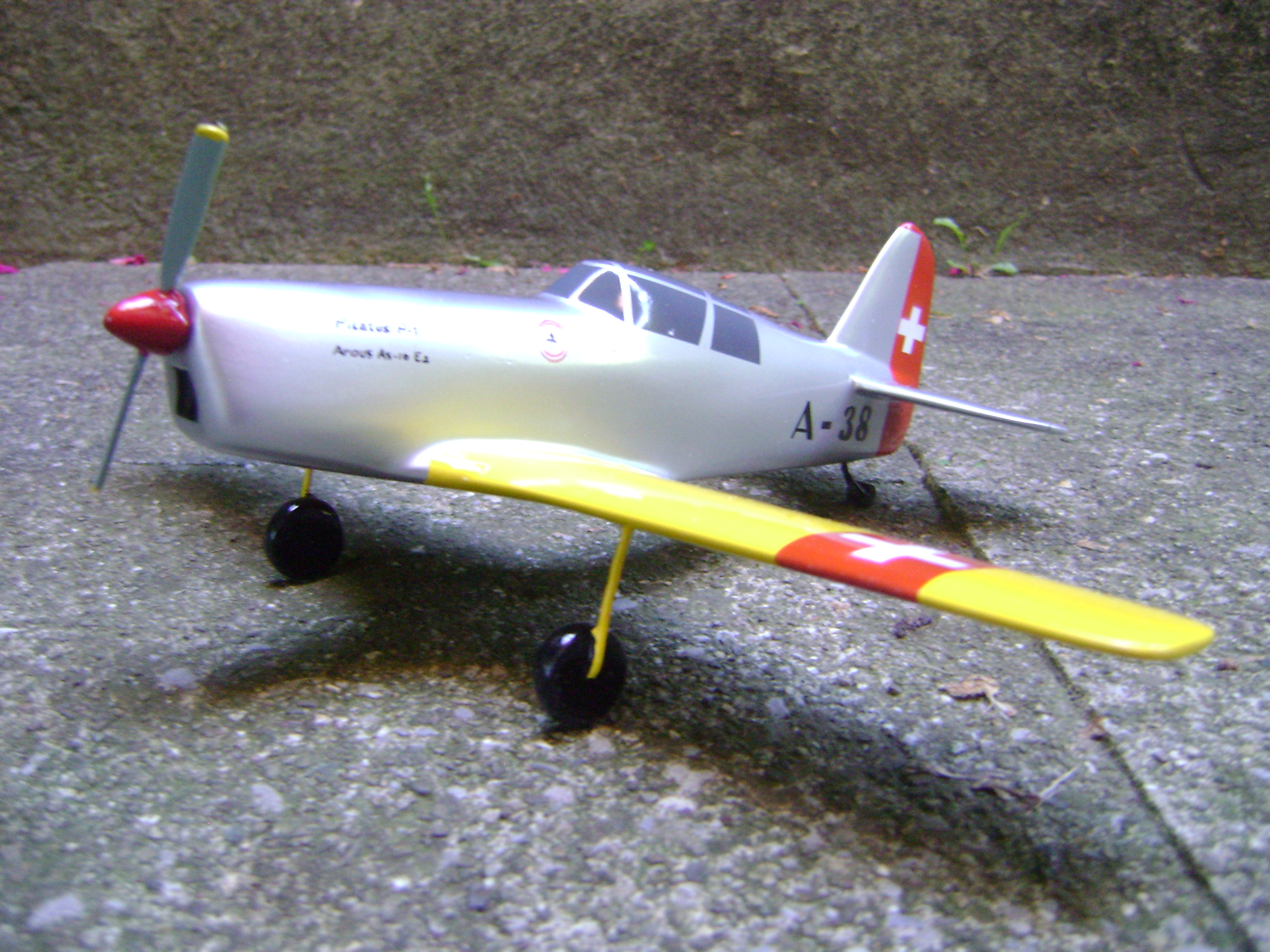
Pilatus P-1
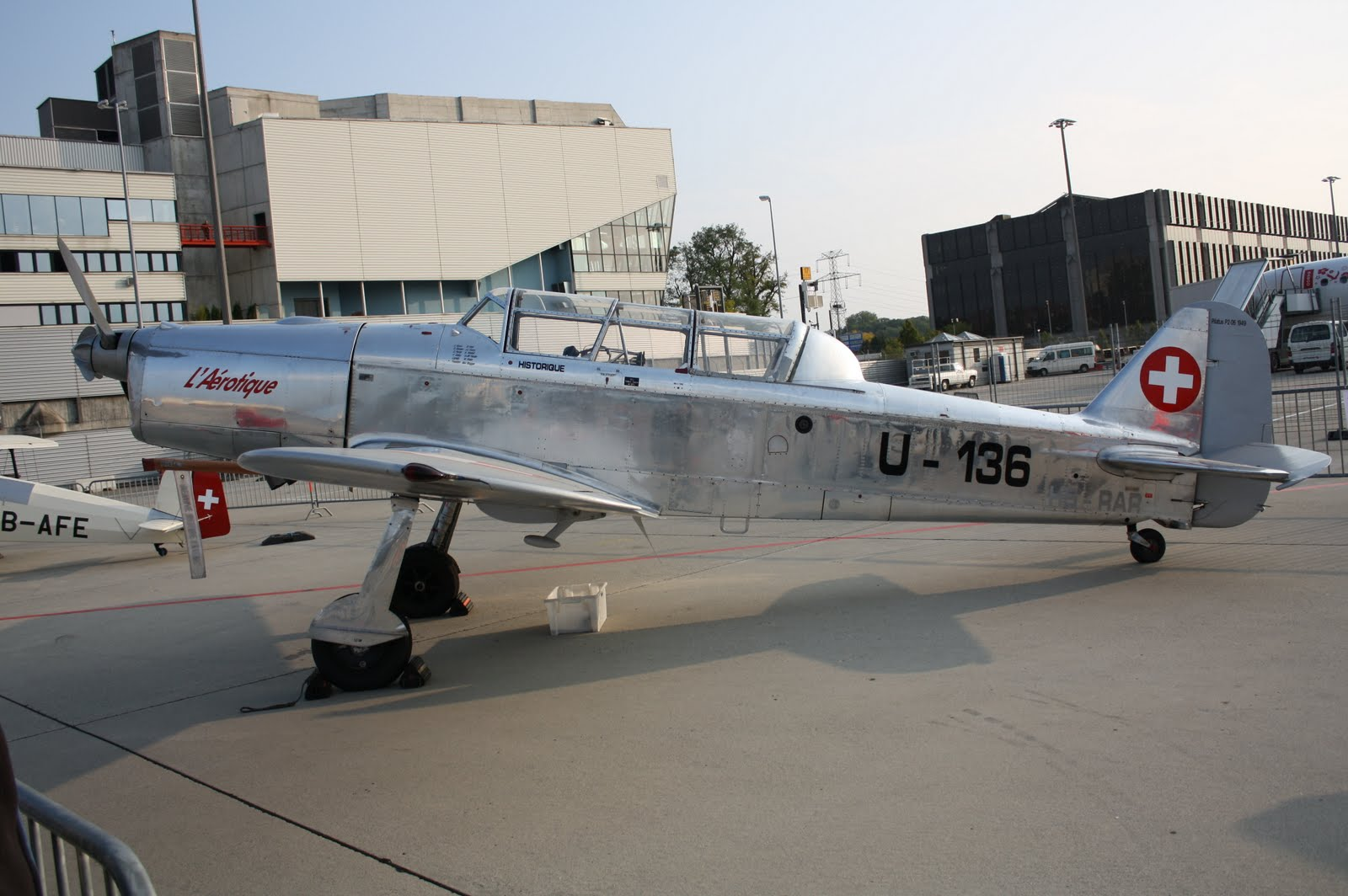
Pilatus P-2
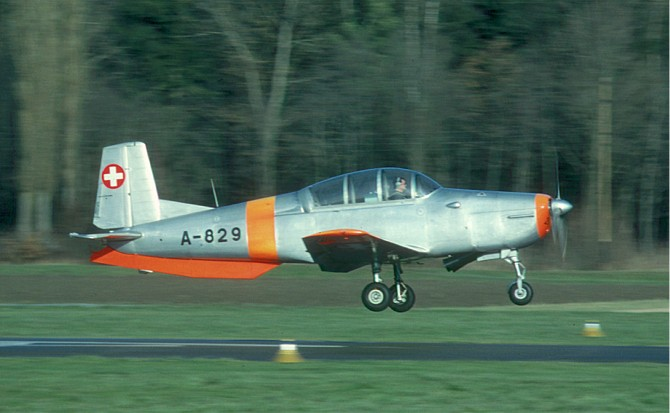
Pilatus P-3
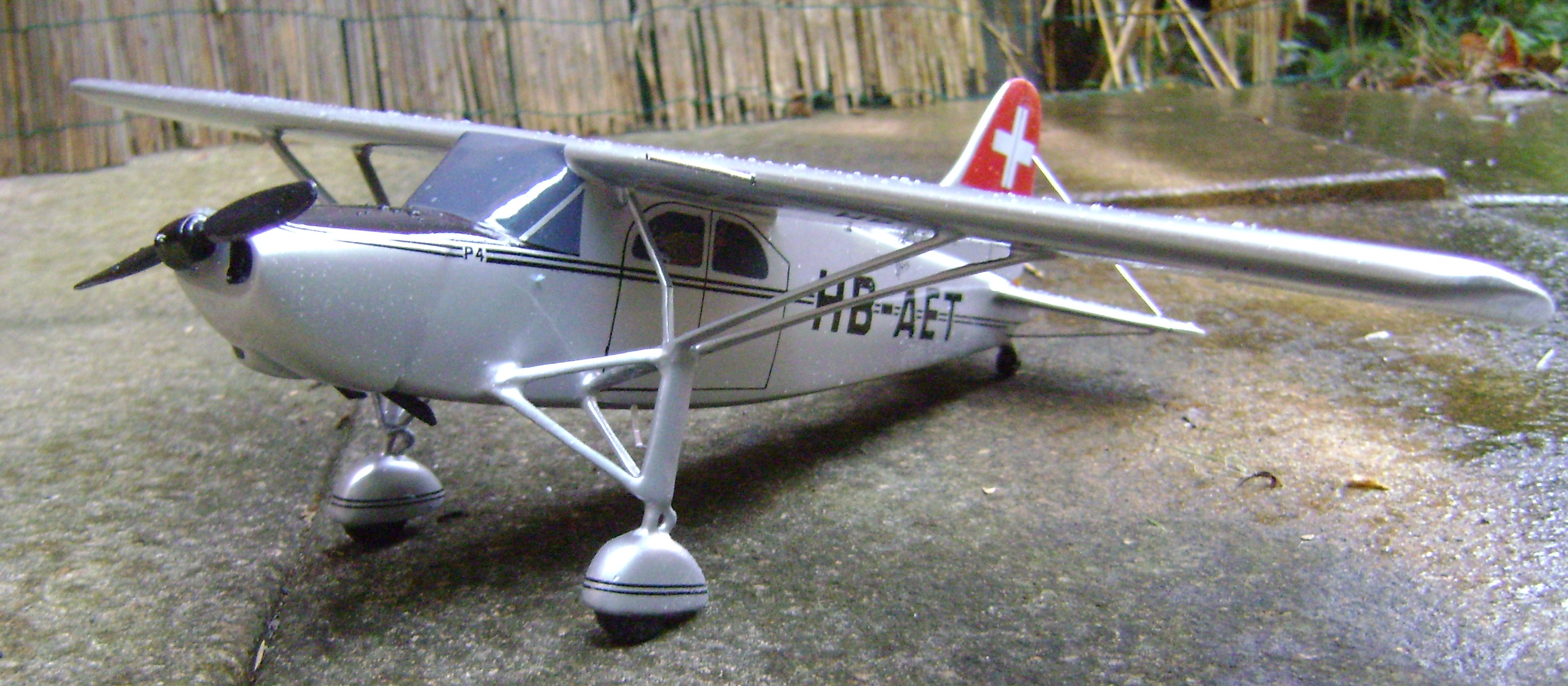
Pilatus P-4
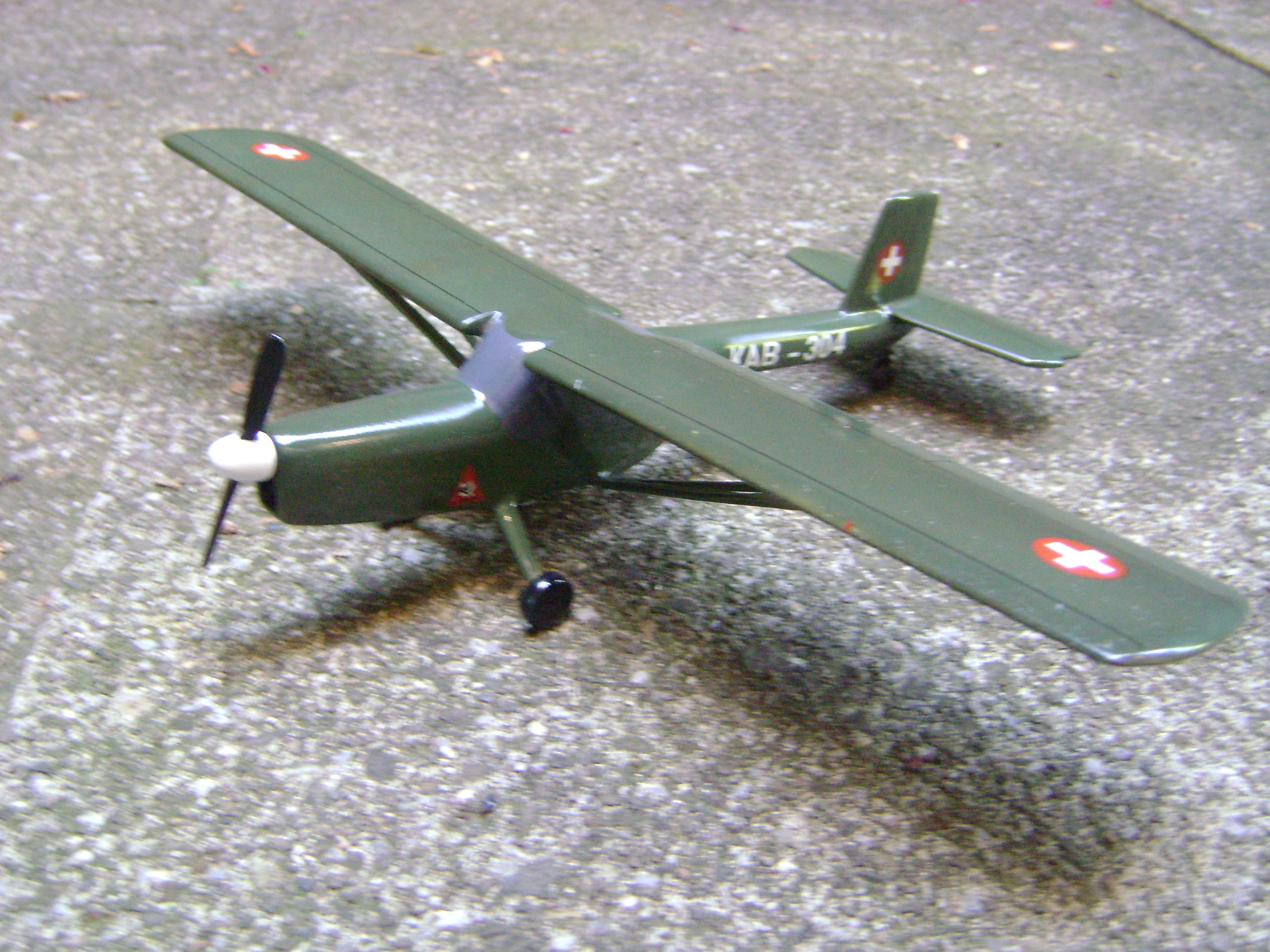
Pilatus P-5
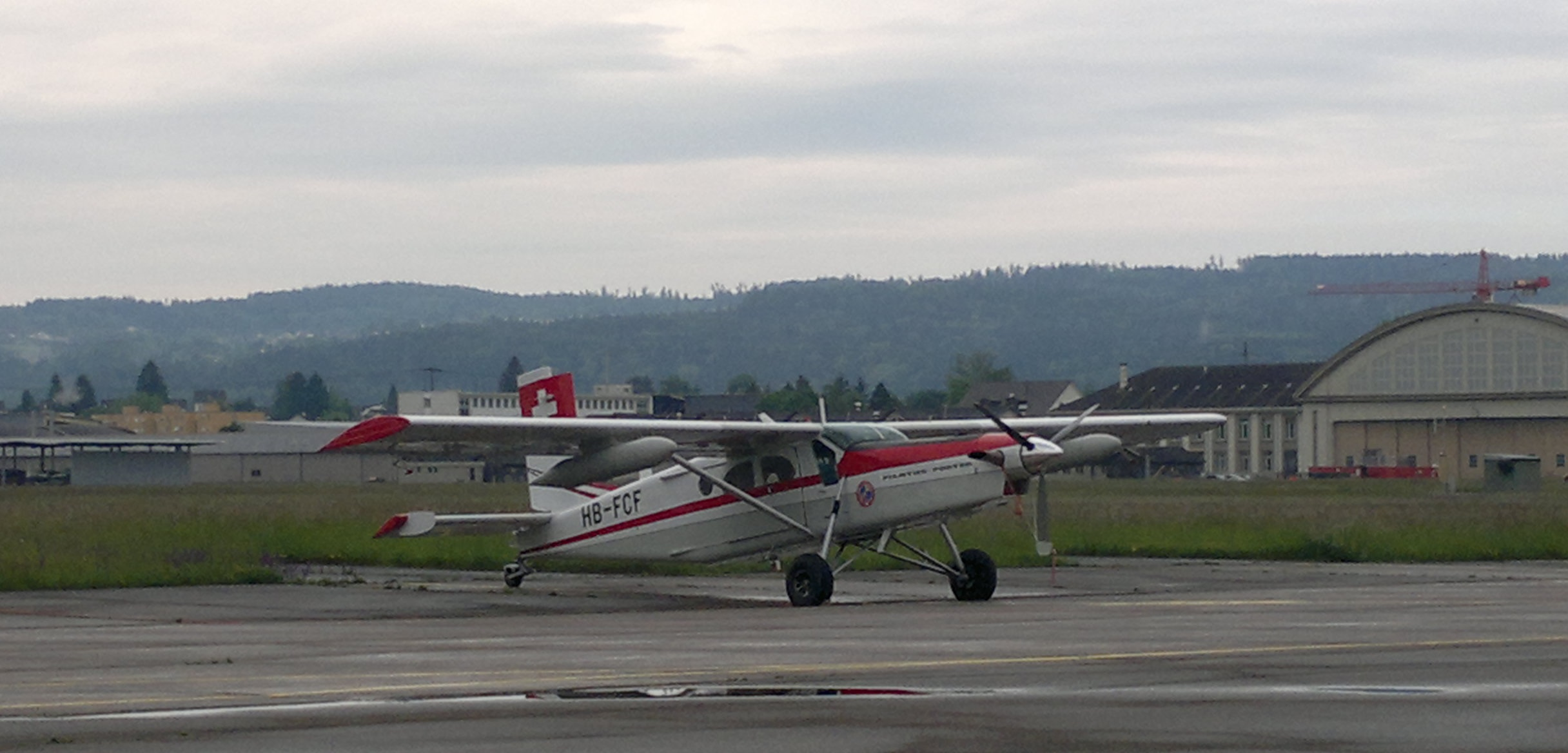
Pilatus PC-6
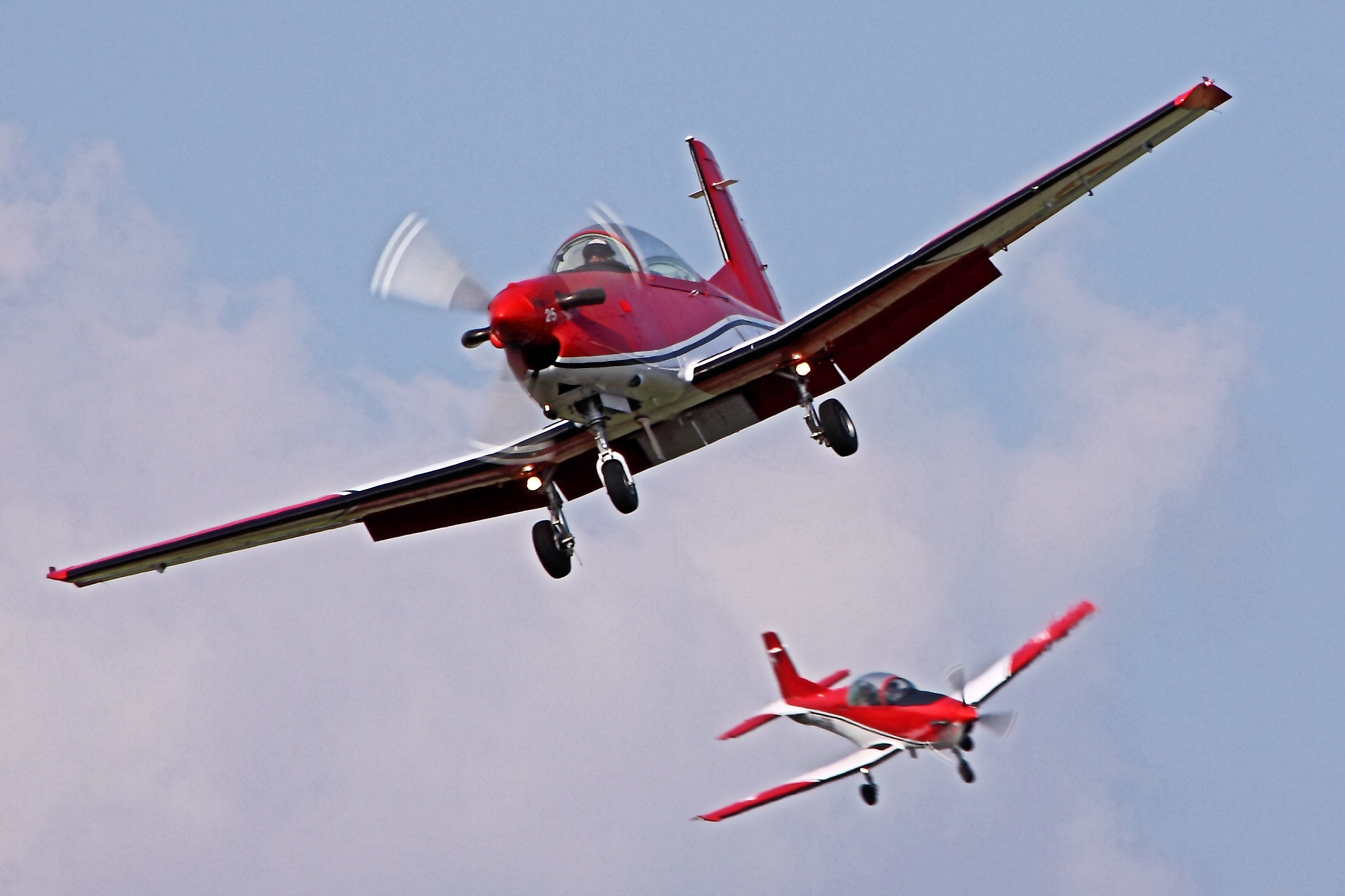
Pilatus PC-7
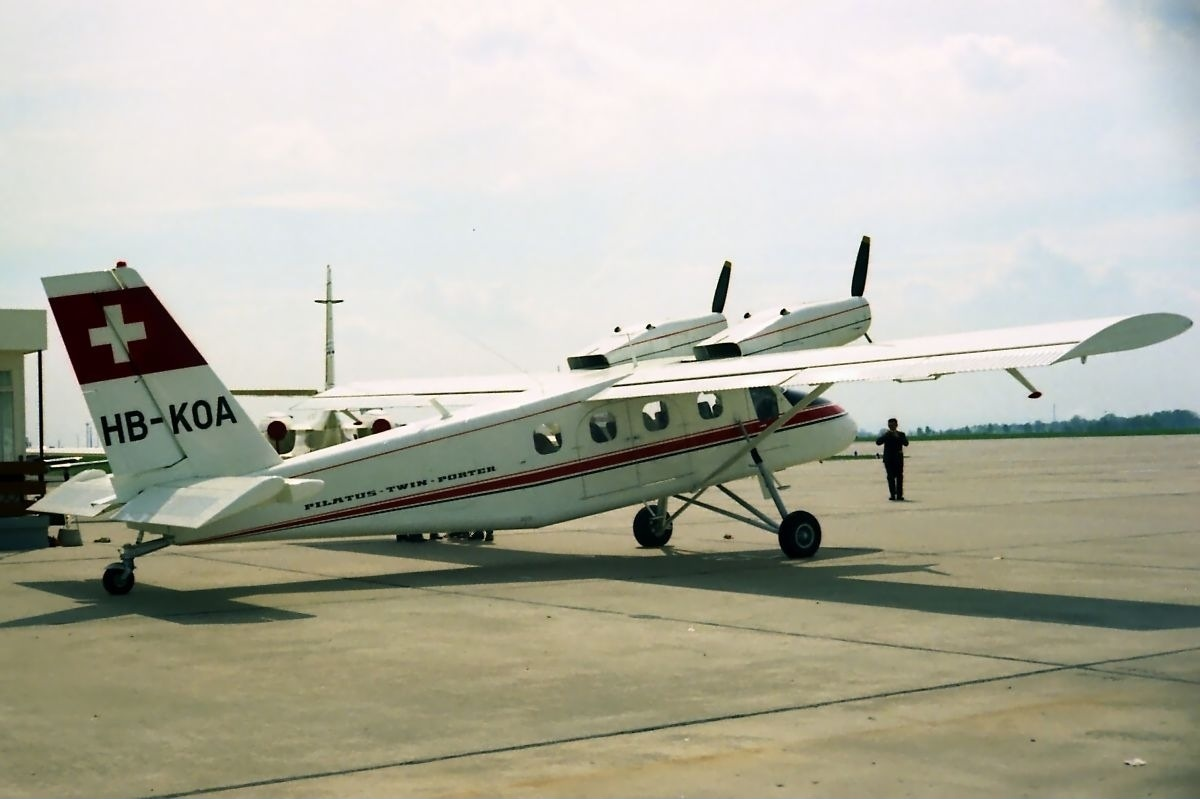
Pilatus PC-8D
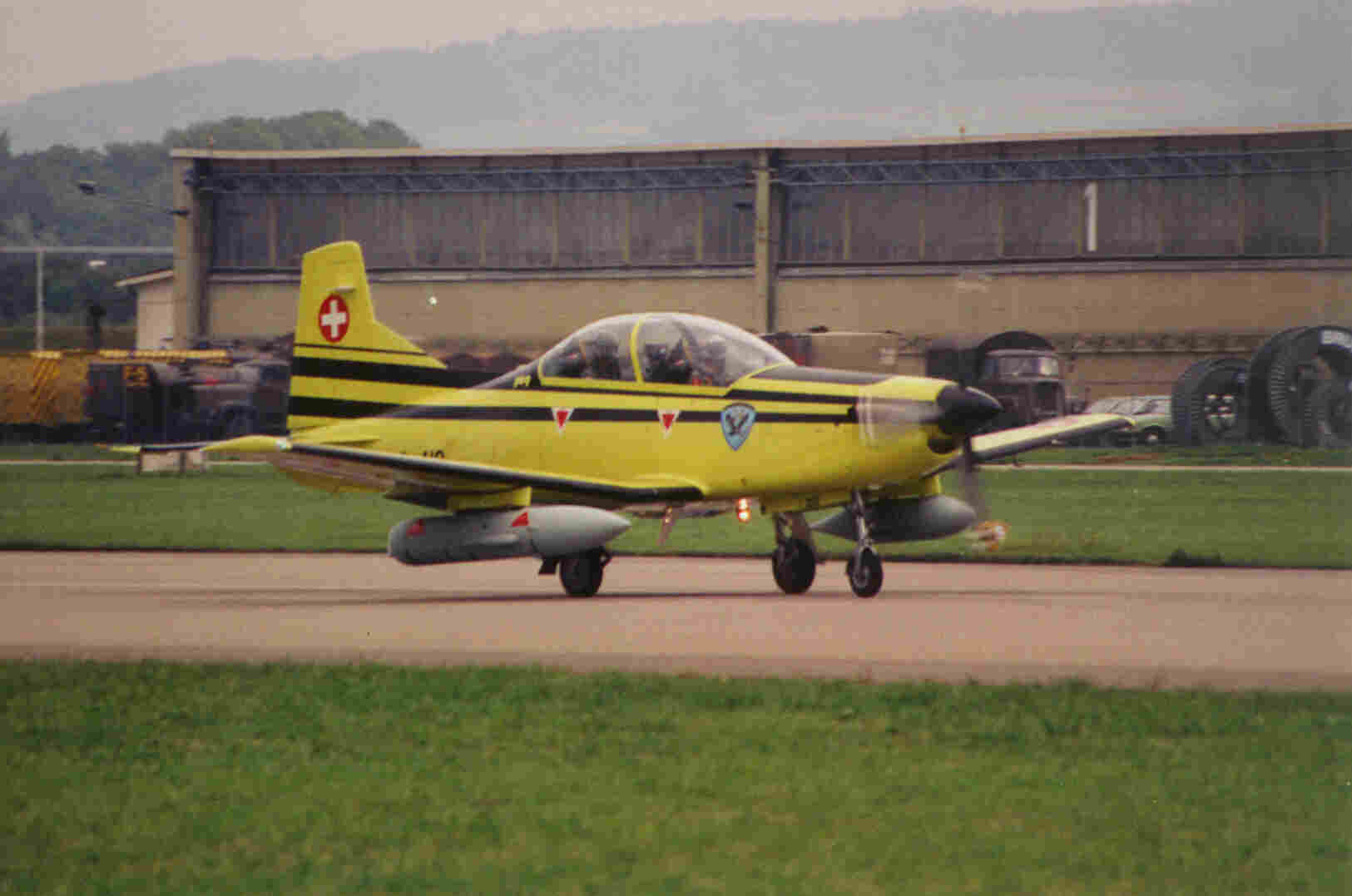
Pilatus PC-9
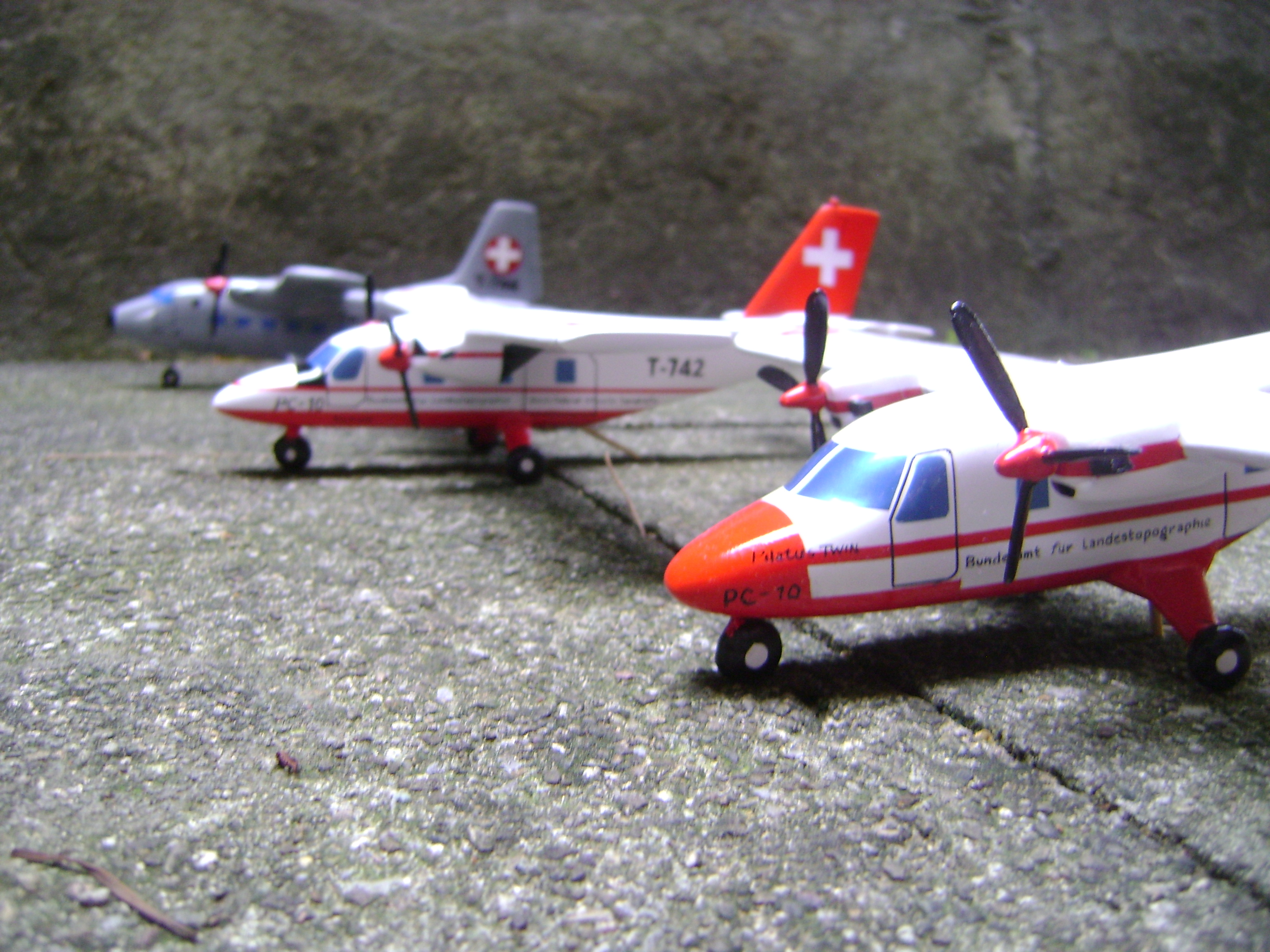
Pilatus PC-10
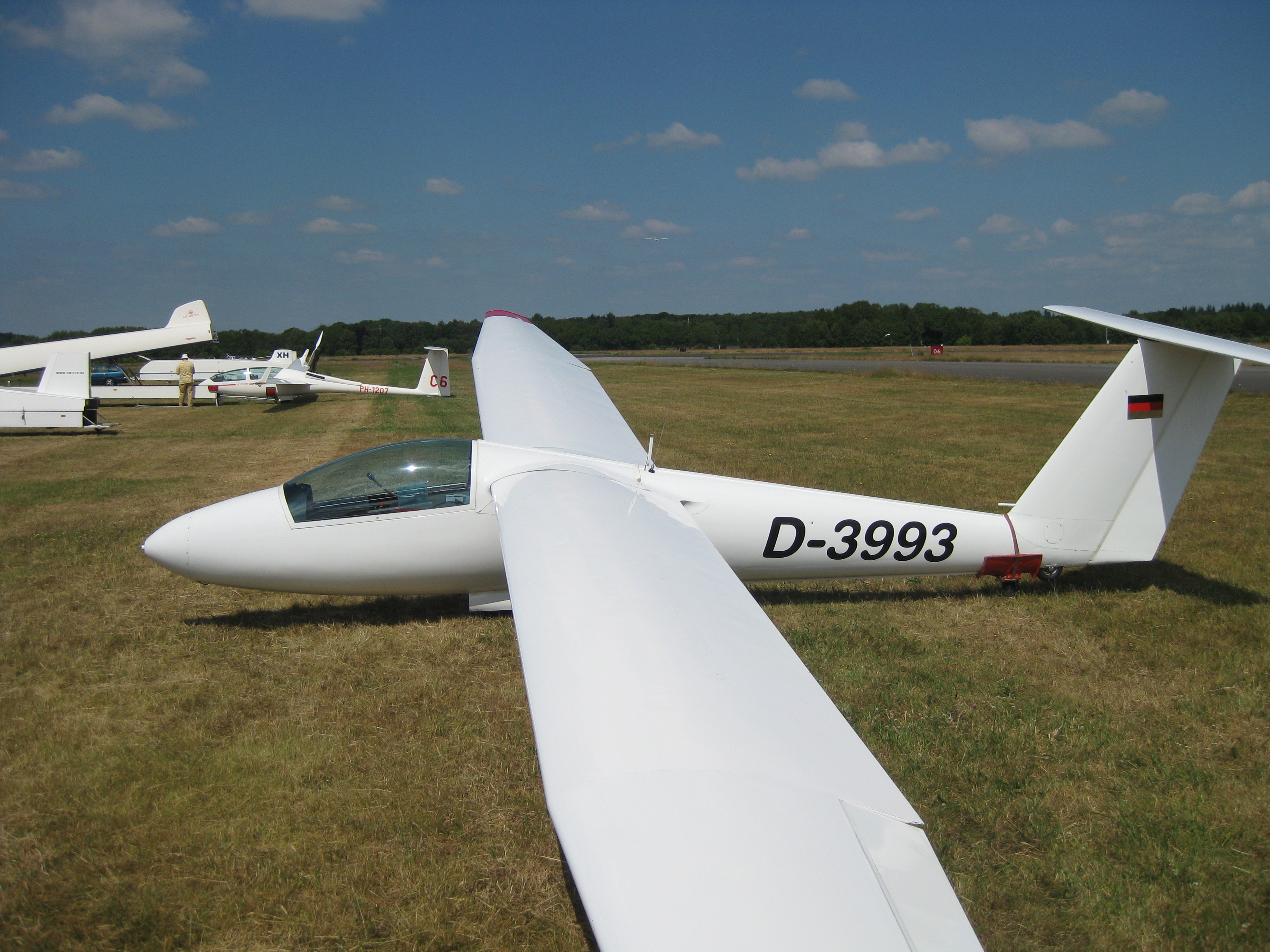
Pilatus PC-11 /B4
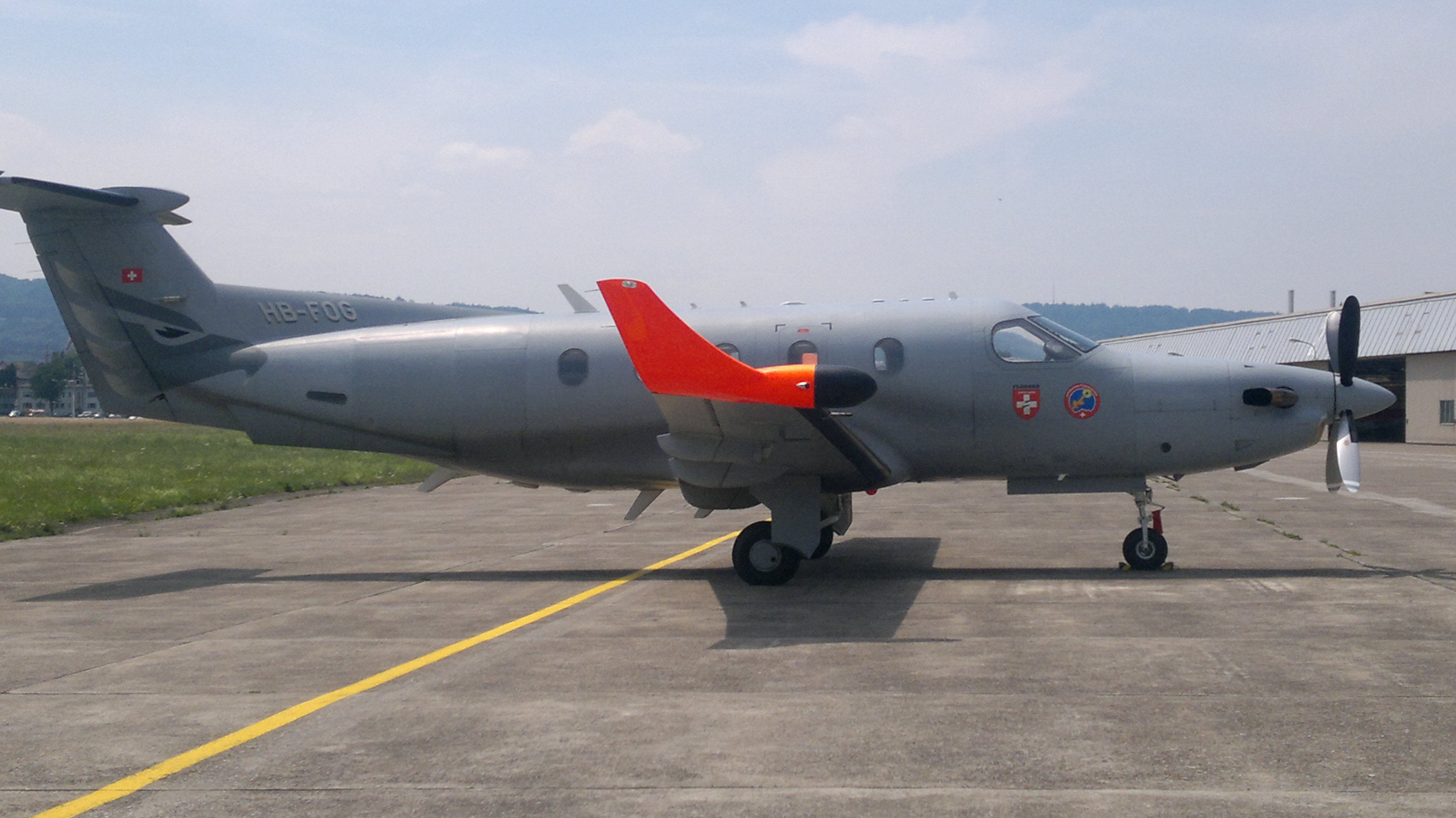
Pilatus PC-12
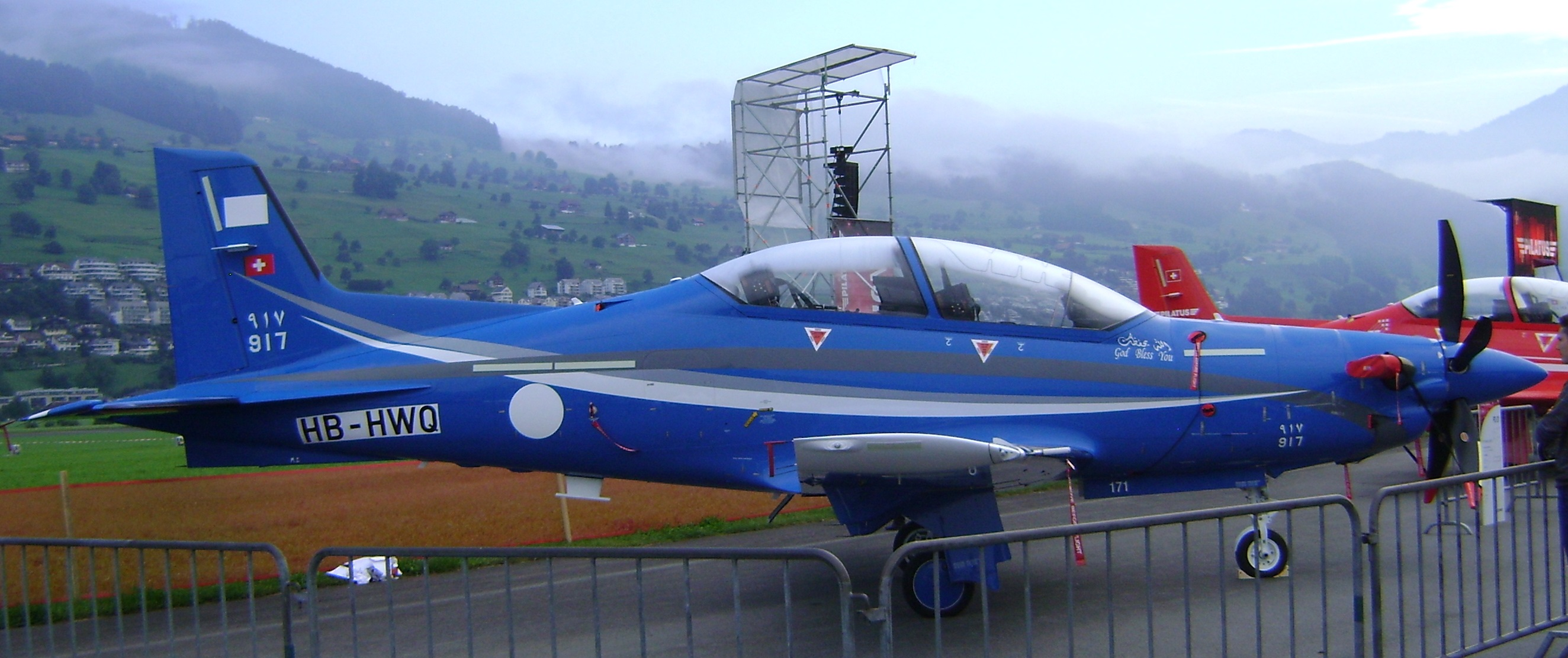
Pilatus PC-21
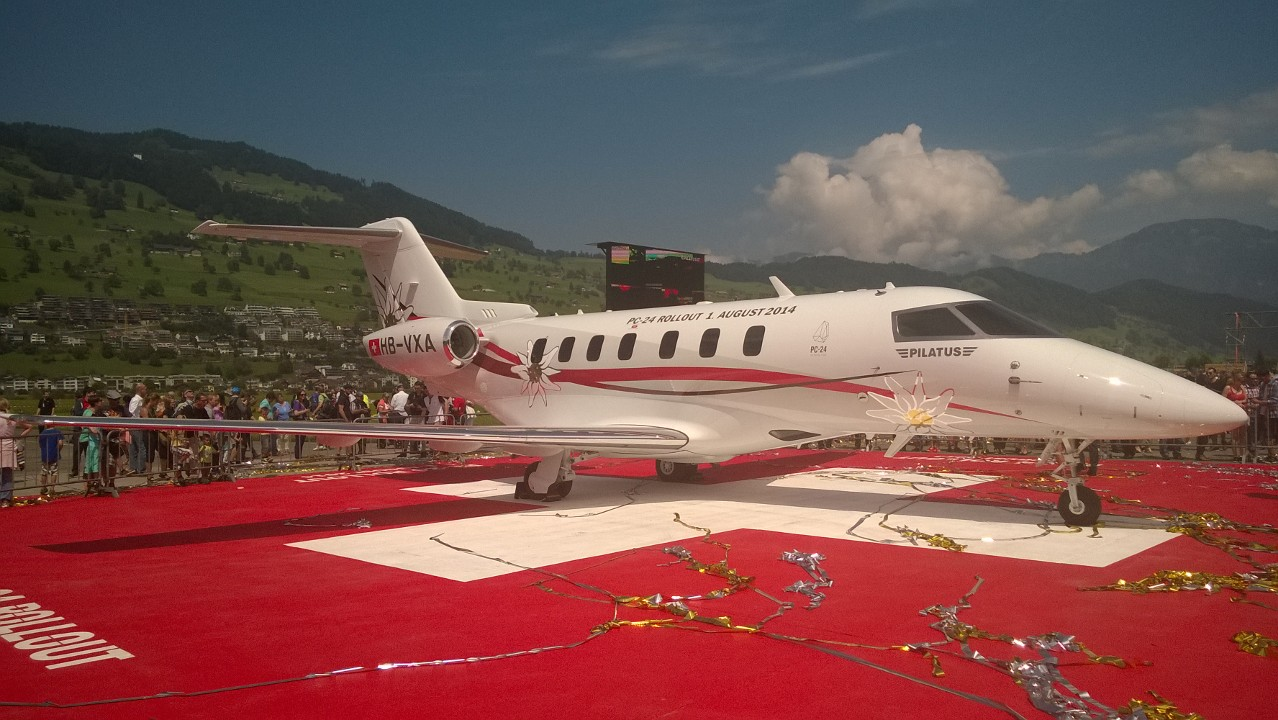
Pilatus PC-24

## Участие в пилотажных группах
| Пилотажная группа                          | Страна     | Самолёт       |
| ------------------------------------------ | ---------- | ------------- |
| P-3 Flyers                                 | Швейцария  | Pilatus P-3   |
| Patrouille Suisse                          | Швейцария  | Pilatus PC-6  |
| PC-7 Team                                  | Швейцария  | Pilatus PC-7  |
| Silver Falcons                             | ЮАР        | Pilatus PC-7  |
| Alap-Alap Formation                        | Бруней     | Pilatus PC-7  |
| Taming Sari                                | Малайзия   | Pilatus PC-7  |
| Solo Display Team                          | Нидерланды | Pilatus PC-7  |
| Blue Phoenix                               | Таиланд    | Pilatus PC-9  |
| Ураганные Крылья                           | Хорватия   | Pilatus PC-9  |
| Roulettes                                  | Австралия  | Pilatus PC-9  |
| Военно-воздушные силы Швейцарии PC-21 Demo | Швейцария  | Pilatus PC-21 |
| Pilatus Aircraft                           | Швейцария  | Pilatus PC-21 |